# Ernst Kuzorra
Ernst Kuzorra (Gelsenkirchen, 16 ottobre 1905 – 1º gennaio 1990) è stato un calciatore e allenatore di calcio tedesco, di ruolo attaccante.

## Carriera
Ernst Kuzorra nacque da Karl Kuzorra originario della Prussia Orientale e da sua moglie Bertha nella città di Gelsenkirchen dove suo padre era un minatore. Nello Schalke 04 giocò assieme al cognato Fritz Szepan, vincendo sei campionati tedeschi (1934, 1935, 1937, 1939, 1940, 1942), una Coppa di Germania (1937) e quattro Westdeutsche Fussball Meisterschaft (1929, 1930, 1932, 1933). Pur continuando a giocare nello Schalke ebbe occasione anche di allenare per breve tempo il Borussia Dortmund.
Giocò poco in Nazionale a causa dei dissapori di natura personale che lo opponevano al ct Otto Nerz.

## Palmarès

### Giocatore
- Ruhrbezirk: 6

Schalke 04: 1927, 1928, 1929, 1930, 1932, 1933
- Campionato della Germania occidentale: 4

Schalke 04: 1929, 1930, 1932, 1933

### Giocatore/Allenatore
- Campionato tedesco: 6

Schalke 04: 1933-1934, 1934-1935, 1936-1937, 1938-1939, 1939-1940, 1941-1942
- Gauliga Westfalen: 11

Schalke 04: 1934, 1935, 1936, 1937, 1938, 1939, 1940, 1941, 1942, 1943, 1944
- CoppaWestfalia Cup: 2

Schalke 04: 1943, 1944
- Coppa di Germania: 1

Schalke 04: 1937